# Кандиано, Витале
Витале Кандиано (итал. Vitale Candiano; 1017) — двадцать четвёртый венецианский дож (978 год—979 год). Возможно, являлся четвёртым сыном двадцать второго дожа Пьетро IV Кандиано. Витале Кандиано был избран на должность дожа в сентябре 978 года, после того как его предшественник Пьетро I Орсеоло покинул пост дожа, чтобы стать священником в монастыре святого Михаила.
Пробыв дожем 14 месяцев, Витале Кандиано отказался от поста из-за проблем со здоровьем. По одной из версий отставка дожа явилась компромиссом между прогерманской и прогреческо-византийской партиями в Венеции. Он удалился в монастырь Святого Иллария (англ. Sant'Ilario), где жил как монах. В 1017 году он умер в монастыре и там же был похоронен.